# Тайна Бермудского треугольника
«Тайна Бермудского треугольника» (также известен под другими названиями: «Тайны Бермудского треугольника» и «Бермудский треугольник»; исп. El triángulo diabólico de las Bermudas; итал. Il triangolo delle Bermude; англ. The Bermuda Triangle) — фильм ужасов 1978 года совместного производства Мексики и Италии, режиссёра Рене Кардоны-младшего, сценарий написан по мотивам книги Чарльза Берлица.

## Сюжет
Береговой спасательной службой был принят сигнал бедствия от корабля, много лет числящегося в списках пропавших без вести. Это приводит в недоумение спасателей. Далее сюжет переносит зрителя в то время, когда на корабле разворачивались трагические события. Оказывается, виной всему послужила кукла, которую увидели в океане и вначале приняли за терпящего бедствие человека. На помощь была выслана шлюпка. Когда моряки рассмотрели вблизи, что это не человек, а кукла, то они повернули назад. Но в шлюпке была Дайана — девочка лет семи, дочь капитана, которая попросила эту куклу себе в игрушки. Моряки вняли капризу девочки и подняли ей из воды эту куклу. Далее, день за днём на корабле начинается череда кровавых смертей. Иногда они напоминают несчастные случаи, а иногда смерти совершенно таинственны. Когда на корабле остаётся мало людей, начинается паника. Оставшиеся в живых люди покидают корабль на шлюпке. Среди них — девочка со злополучной куклой. В итоге — гибнут все, а кукла продолжает своё плавание по волнам океана.

## В ролях
- Джон Хьюстон — Эдвард
- Андрес Гарсия — Алан
- Уго Стиглиц — капитан Марк Бриггс
- Глория Гвида — Мишель
- Марина Влади — Ким
- Клодин Оже — Сибил
- Рене Кардона III (в титрах указан как Al Coster) — Дейв
- Карлос Ист — Питер
- Грета — Дайана

## Культурное влияние
Во время съёмок фильма на острове Косумель летом 1977 года Марину Влади, сыгравшую одну из ролей, сопровождал её муж Владимир Высоцкий; считается, что съёмки фильма повлияли на содержание его известной песни о Бермудском треугольнике, над которой он работал в то время и которая впервые была исполнена осенью 1977 года.